# Abraham z Gamndui
Abraham z Gamndui – męczennik chrześcijański z Dolnego Egiptu.
Poniósł śmierć męczeńską wraz z innymi chrześcijanami Jakubem z Manug oraz Janem z Sammanud.

## Kult
Czczony wraz z towarzyszami 10 sierpnia w Kościele koptyjskim i 11 sierpnia w Ortodoksyjnym Kościele etiopskim Tewahedo.